# San Carlos de Peralta
San Carlos de Peralta (en catalán y oficialmente Sant Carles de Peralta) es un núcleo de población tradicional y parroquia que depende del municipio de Santa Eulalia en la isla de Ibiza (Islas Baleares, España). Es la localidad más septentrional del municipio. Del pueblo dependen una gran cantidad de casas diseminadas en los campos de almendros, algarrobos e higueras, como es tradicional en el campo de la isla. El pueblo nació a raíz de la iglesia de San Carlos, iniciada en 1785, como la mayoría de iglesias rurales ibicencas.

## Descripción
San Carlos fue un punto de encuentro de intelectuales y hippies los años 1960 y 70 que han dejado su huella, dándole todavía hoy un cierto encanto en el pueblo. Además, hay dos de los mercados hippies más conocidos de la isla: el de Las Dalias y el de Punta Arabí, destacando el primero como el más famoso y tradicional. Se pueden encontrar los vestidos blancos típicos de la moda ibicenca, artesanía y bisutería artesanal. En el pueblo hay también bares, restaurantes y algunas tiendas. Destaca el bar de Ca Anita, también punto de encuentro de intelectuales y hippies años atrás y actualmente muy conocido por sus  hierbas. 
Actualmente San Carlos se divide en 10 véndas: Morna 1, Morna 2, sa Acera, Plan Figueral (donde está la playa Figueral), es Figueral, Sa Marina, Atzaró 1, Atzaró 2, Peralta, Cala Mastella y es Canar. Esta división no se corresponde con la división tradicional anterior a la aparición del pueblo como tal y la parroquia.
San Carlos es desde 1958 la residencia permanente del artista alemán Erwin Bechtold.

## Lugares de interés
- Página de s'Argentera, antiguamente con nueve minas de plomo.